# Kovylkino
Kovylkino (Russisch: Ковылкино, Moksja: Лашма) is een stad in de Russische autonome republiek Mordovië. De stad ligt 116 km ten zuidwesten van Saransk, op de linkeroever van de rivier de Moksja (in het stroomgebied van de Oka).
In 1892 werd Kovylkino gesticht, en in 1958 verkreeg het de stadsstatus.
De stad is aangesloten op het spoornet sedert 1892, en er is een luchthaven.
| 1939  | 1959   | 1970   | 1979   | 1989   | 2002   |
| ----- | ------ | ------ | ------ | ------ | ------ |
| 5.100 | 10.500 | 17.300 | 20.000 | 21.615 | 21.873 |

Bestuurlijk centrum: Saransk

Ardatov · Insar · Kovylkino · Krasnoslobodsk · Roezajevka · Temnikov